# Moisés Zurita
Fortunato Moisés Zurita Zafra  (San Mateo Tunuchi, Oaxaca, 1967) es un escritor mexicano. Profesor y promotor cultural en la Universidad Autónoma Chapingo.

## Semblanza biográfica
Nació en Tunuchi una comunidad de La Mixteca baja oaxaqueña del municipio de Tecomaxtlahuaca. Estudió sociología rural en la Universidad Autónoma Chapingo, egresó en 1992; cursó la maestría en Lingüística Indoamericana en el Centro de Investigaciones y Estudios Superiores en Antropología Social (CIESAS); cursó un posgrado en Educación en derechos humanos en el Centro de Cooperación Regional para la Educación de Adultos en América Latina y el Caribe (CREFAL); Cursó el doctorado en Ecología y gestión ambiental en el Centro de Investigación Atmosférica y Ecológica (CIEAVER).
Es profesor-investigador de la Preparatoria Agrícola, fue elegido para ser director en el periodo 2006-2009.
Con el proyecto Molino de Letras ha ganado, junto con otros compañeros, cuatro veces el estímulo nacional Edmundo Valadés que se otorga a las publicaciones independientes que se editan en los estados; 2003, 2004, 2008 y 2009. Además, el Fondo para la Cultura y las Artes del Estado de México le ha otorgado dos distinciones como Creador de Arte y Cultura, en 2006 y 2010.
Ha colaborado en diversos trabajos para publicaciones nacionales e internacionales como la revista latinoamericana Casa de las Américas, donde aparecieron sus poemas Almarroja y Padre.

## Opinión crítica
Ignacio Trejo Fuentes dice en uno de sus artículos de la revista Siempre del 26 de noviembre de 2006: …he reseñado por lo menos dos libros de cuentos, y me entusiasman sus cualidades de narrador natural que maneja con la misma soltura historias regocijantes y otras más bien estremecedoras, y lo que es mejor: hacer convivir ambas posibilidades en una misma pieza. A Moisés le interesa sobre todo el mundo de los jóvenes, preferentemente el de aquellos que viven en barrios o pueblos aledaños al Distrito Federal, y que son por eso entes un tanto indefinidos: ni de todo urbanos ni completamente urbanos: viven en una especie de limbo singular, y el escritor no desaprovecha la inagotable fuente temática que eso representa. 
… no deja pasar por alto el hecho de que muchos de los estudiantes de esa benemérita institución provienen de la provincia, y su encuentro con un mundo raro propicia situaciones inmejorables para literaturizar. Varios de los personajes de sus cuentos son, en efecto, estudiantes "chapingueros", y su entorno es abiertamente un complemento de su personalidad. Pero el autor no se queda solo ahí¬, sino busca en otros ámbitos, sobre todo, como dije, en los barrios o pueblos que circundan la capital.

## Libros

### Poesía
- Gotas de Tinta, 2003;
- Esos lodos, 2017.

### Libros de Narrativa
- Yo sí le Pasé, 2002;
- Unos días en la escuela, 2004;
- Cuando me iba de pinta, (segunda reimpresión) 2006;
- Cierro los ojos, me voy, (segunda reimpresión) 2006;
- El Tavayuko, 2010.

### Libros didácticos
- Redacción y diseño de proyectos, 2020;
- Redacción y comprensión lectora, 2022.

### Libros colectivos
Escritura de temporal, 2002; 
´Anijo, el cuento en Texcoco, 2003; 
Ave de paso, voces de la cotidianidad, 2004; 
Perder la piel, cuentos de amor para adolescentes, 2004; 
La eterna noche de los tiempos, narradores mexiquenses, 2006; 
Alguien te busca en el espejo, 2007; 
Mi mal es ir a tientas, poesía hispanoamericana del romanticismo al modernismo, 2008; 
Vuelta de hoja, cuentos latinoamericanos del siglo XIX, 2009;  

## Proyectos de investigación con registro
Resumen 
- La percepción de la ciencia y el conocimiento en estudiantes de la UACh. 2017
- Divulgación de la ciencia y el conocimiento. 2017
- Poesía en dos mujeres indígenas: Natalia Toledo e Irma Pineda. 2017
- Educación y derechos humanos. 2018.
- Lectura y educación en Chapingo. 2019
- Fortalecimiento de las habilidades en lectoescritura para jóvenes estudiantes. 2020
- Conservación y mejoramiento de maíces nativos reventadores para la soberanía alimentaria. 2020-2022
- Cultivos emergentes. 2020-2022

## Congresos y eventos
Resumen 
- Conferencias:

La mujer en desarrollo rural sustentable. Palacio legislativo, 2016.
Cómo leer el quijote y no morir en el intento; Universidad de Guanajuato; 2017.
- Talleres:

Creación literaria; Universidad de Guanajuato; 2017.
- Ponencias:

Poética en dos mujeres indígenas: Brizeida Cuevas Cob y Enriqueta Lunez. XVI Congreso internacional “Encuentros, desencuentros y cruce de mirada”, AEA, España; 2014.
Los campesinos en los murales de Chapingo y la literatura mexicana. San Cristóbal, Chiapas, 2015. 
Cónica de la infancia; congreso entre muros y piedras la historia; 2017 
La precepción de la ciencia y el conocimiento en estudiantes de la UACh. Congreso internacional de humanidades y cultura; 2017.
Lectura y educación en Chapingo; Congreso internacional de humanidades y cultura; 2019.
¿Qué debemos aprender en la escuela? V Cumbre de saberes ancestrales del Abya Yala; 2019.
Promoción de los derechos humanos en lenguas indígenas en la UACh. XXXIII Congreso internacional ALAS, Perú, 2019.
Poesía indígena. Hacia una reconstrucción de la comunidad indígena del siglo XXI. XIX Congreso internacional, AEA, España; 2021.
Selección masal visual estratificada en maíz palomero toluqueño, una estrategia participativa de mejorar el reventado. IX CICA y XXIII CNCA, Chapingo 2021  
Estrategia para la prevención de daños por aves en cultivo de Maíz con materiales reutilizados en pequeñas superficies.  IX CICA y XXIII CNCA, Chapingo 2021  
Producción y usos medicinales del cannabis. XXXIII Congreso Latinoamericano de Sociología. 2022 

## Distinciones
- Consejero universitario, Universidad Autónoma Chapingo, 1992.
- Presea Tepuztlahcuilolli, de la Academia de Historia Regional de Texcoco, 2010.
- Pergamino al mérito literario Ignacio Ramírez Calzada “el Nigromante”, de la Ilustre y Benemérita Sociedad Mexicana de Geografía y Estadística del Estado de México, 2012.
- Programa de estímulos para mejorar el proceso enseñanza-aprendizaje, de la Universidad Autónoma Chapingo, 2012.
- Reconocimiento por gran trayectoria profesional y académica durante 10 años, de la Universidad Autónoma Chapingo, 2012.
- Programa de estímulos al desempeño docente, de la Universidad Autónoma Chapingo, en los años 2012, 2013, 2016, 2017, 2018, 2019, 2020, 2021 y 2022.
- Reconocimiento nacional por obra realizada de la Academia Nacional de poesía de la SMGE. 2019.
- Reconocimiento nacional por obra realizada de la Academia Nacional de poesía de la SMGE. 2022.